# Draget (Lyksborg)
Draget (dansk) eller Drei (tysk) er navnet på en bebyggelse beliggende nord for Lyksborg i det nordlige Angel i Sydslesvig i det nordlige Tyskland. Navnet henviser til en i havet udløbende landtunge, hvorover skibe kunne drages (se også → Draget). Stedet blev første gang nævnt 1668 og hører historisk under Munkbrarup Sogn (Munkbrarup Herred). Med indigningen af det vest for Draget beliggende Holnæs Nor i 1929 mistede Draget sin status som eneste land-forbindelse mellem halvøen Holnæs og det øvrige fastland.
Vest for Draget ligger Skovsende (Schauende) og Kobbelløk (Kobbellück), sydøst ligger landsbyen Bogholm (Bockholm) med Bogholmvig. På ældre dansk og sønderjysk findes også formen Dreg i stedet for Drag(et).
Under den 1. Slesvigske Krig kom det til kamphandlinger mellem danske og tyske tropper ved Draget Der findes endnu et dansk gravsted fra den 1. Slesvigske krig ved Draget.
Draget er i dag præget af turisme med strandpromenade og en del restauranter.